# 瑙久特
瑙久特，是匈牙利赫维什州所辖的一个村。总面积18.94平方公里，总人口695，人口密度36.7人/平方公里（2011年1月1日）。